# Cowiche
Cowiche az Amerikai Egyesült Államok északnyugati részén, Washington állam Yakima megyéjében elhelyezkedő statisztikai település. A 2010. évi népszámlálási adatok alapján 428 lakosa van.

## Történet

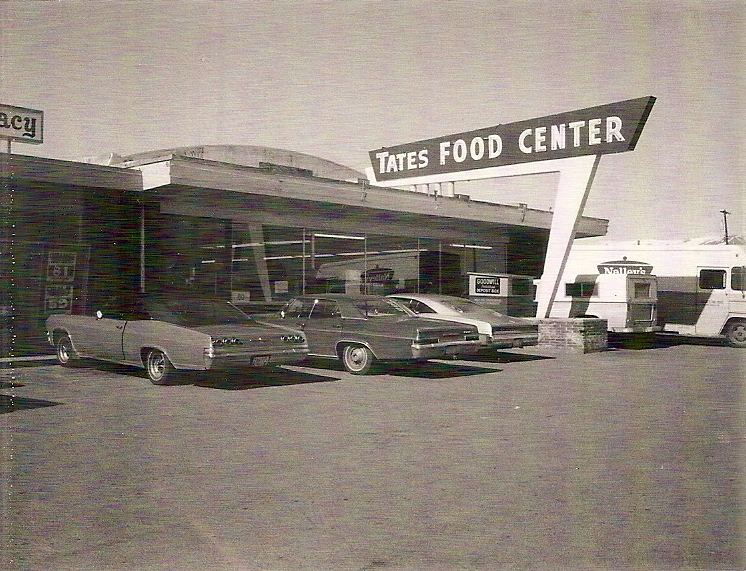
A Tate's élelmiszerközpont 1968-ban

A térség első lakói a Cowiche-patak mentén élő tkai’waichash-hlama indiánok voltak. A késő tizenkilencedik században érkező földművesek öntözést nem igénylő növények (például búza, árpa és rozs) termesztésével és szarvasmarhatartással foglalkoztak. A földeket borító vulkáni kőzet jelenléte és a kevés mennyiségű nyári csapadék miatt a telkek felparcellázása nehézkesen haladt. A Tieton Irrigation Project részeként 1906-ban csatornaépítésbe kezdtek, amely 1910-re készült el.

## Éghajlat
| Hónap                         | Jan.  | Feb.  | Már.  | Ápr. | Máj. | Jún. | Júl. | Aug. | Szep. | Okt.  | Nov.  | Dec.  | Év    |
| ----------------------------- | ----- | ----- | ----- | ---- | ---- | ---- | ---- | ---- | ----- | ----- | ----- | ----- | ----- |
| Rekord max. hőmérséklet (°C)  | 20,0  | 21,1  | 27,2  | 33,3 | 38,9 | 42,2 | 42,8 | 43,3 | 37,8  | 32,8  | 22,8  | 19,4  | 43,3  |
| Átlagos max. hőmérséklet (°C) | 3,9   | 8,3   | 13,3  | 17,8 | 22,2 | 26,7 | 31,1 | 30,6 | 25,6  | 17,8  | 8,9   | 2,2   | 17,4  |
| Átlagos min. hőmérséklet (°C) | −5,0  | −3,3  | −1,1  | 1,1  | 5,6  | 8,9  | 11,7 | 11,1 | 6,7   | 1,1   | −2,8  | −6,1  | 2,4   |
| Rekord min. hőmérséklet (°C)  | −29,4 | −31,7 | −18,3 | −7,8 | −3,9 | −1,1 | 1,1  | 1,7  | −4,4  | −15,6 | −25,0 | −27,2 | −31,7 |
| Átl. csapadékmennyiség (mm)   | 29    | 21    | 16    | 14   | 15   | 16   | 6    | 7    | 9     | 14    | 27    | 39    | 213   |
| Forrás: The Weather Channel   |       |       |       |      |      |      |      |      |       |       |       |       |       |

## Fordítás
Ez a szócikk részben vagy egészben  a   Cowiche, Washington című angol Wikipédia-szócikk ezen változatának fordításán alapul.  Az eredeti cikk szerkesztőit annak laptörténete sorolja fel. Ez a jelzés csupán a megfogalmazás eredetét és a szerzői jogokat jelzi, nem szolgál a cikkben szereplő információk forrásmegjelöléseként.